# Pamir Taghdumbash
Il Pamir Taghdumbash (cinese 塔克敦巴什帕米尔 o 塔德八士), o valle di Taxkorgan, è un pamir (valle glaciale di alta montagna) situato nel sud-ovest della contea autonoma tagica di Tashkurgan, nello Xinjiang (Cina). Si trova ad ovest della Strada del Karakorum. È abitato da pastori wakhi, kirghisi e tagiki, che conducono a pascolare i loro yak e altri animali sui prati della valle.
Nel 1984, la vallata e l'area circostante entrarono a far parte della riserva naturale di Taxkorgan. La valle di Chalachigu, una diramazione di questo pamir, è l'unico luogo della Cina dove sia presente la pecora di Marco Polo.